# Skillfactory
Skillfactory era un LMS o Learning Management System, también conocido como plataforma de aprendizaje para Internet. Uno de sus principales diferencias con relación a otros sistemas es su interfaz diferenciada: una para administradores y otra para usuarios. Con este esquema se reduce el nivel de complejidad para el usuario final, ofreciendo un ambiente de trabajo cálido y sencillo de usar.

## Herramientas
Algunas de sus principales herramientas son: sistema de charlas interno entre asesores y usuarios finales en modo sincrónico y asincrónico, posee un módulo de videoconferencias con flash media server, un sistema de mensajes proactivos con documentos adjuntos asesor-usuario final, sistema de creación de programas y cursos reutilizables, un sistema de estandarización de objetos de aprendizaje, un portafolio de trabajos de usuario final, opciones de personalización de la interfaz gráfica, módulo dinámico de objetos de aprendizaje que incluye lecciones interactivas, exámenes, archivos de apoyo, actividades con cuestionarios, foros, envío de archivos, e hipervínculos. Cuenta con 5 niveles de usuarios, esta propiedad lo convierte en un sistema maleable para su uso en organismos de todos los tamaños. Su sistema de seguimiento del aprendizaje ofrece a través de reportes información estadística importante acerca del rendimiento de los usuarios y sus hábitos de estudio o entrenamiento.
En 2008 se liberó la versión 3.0 de la plataforma que es funcional tanto para empresas como para instituciones educativas y organismos de gobierno sin necesidad de versiones especializadas.

## Nuevas versiones
En 2009 Skillfactory liberó una nueva versión del sistema bajo el nombre clave Winlearning. La interfaz era más intuitiva y se agregaron herramientas como el seguimiento de tutores y la interfaz personalizada por género y edades. Así, una misma versión de Winlearning puede personalizarse para empresas e instituciones educativas (universidades y niveles básicos), así como para adultos y niños y para hombres y mujeres. La interfaz para niños y niñas habilita además la función de informe para tutores mediante el cual los padres pueden ver a detalle la actividad, tanto presencial como virtual, de sus hijos. Para complementar esta herramienta el equipo de desarrolladores de Winlearning diseñó un módulo de actividades presenciales, mediante el cual los asesores con trabajo presencial pueden dar de información de actividades que complementen o formen parte sustancial de los programas de formación de cada usuario.